# Muséum d'histoire naturelle de Bourges
Le muséum d'histoire naturelle de Bourges est un musée municipal de la Ville de Bourges abritant des collections de zoologie, de botanique et de géologie. Depuis la fin des années 1980, il s'est spécialisé dans l'étude et la protection des chauves-souris.

## Historique
Le 24 juin 1926 est inaugurée au Palais Jacques-Cœur une exposition présentant notamment des animaux naturalisés ramenés de ses expéditions en Afrique et en Inde par Guy René Babault, correspondant du Muséum national d'histoire naturelle. Devant le succès de cette initiative, sous l'impulsion de Gabriel Foucher (1865-1949), chanoine titulaire de la Cathédrale de Bourges et entomologiste, l'exposition est pérennisée : le tout nouveau musée ouvre ses portes le 8 octobre 1927 dans un ancien gymnase municipal situé rue Michel-Servet.
Il n'y reste guère longtemps et déménage bientôt sur le site qui l'accueille encore aujourd'hui, au sein du Parc Saint-Paul. Anatole de Monzie, le tout nouveau ministre de l'Éducation nationale, inaugure le 26 juin 1932 les nouveaux bâtiments.
La même année, les collections de science naturelle du musée du Berry - des pièces de géologie, de conchyliologie et de botanique (herbiers) - sont transférées au muséum de Bourges ; le Muséum national fait également un important don de grands mammifères.
Le muséum de Bourges devient officiellement une annexe du Muséum national. Il est administré par un conseil de gestion composé de représentants de la Municipalité et de professeurs parisiens.
Un parc zoologique, véritable antenne du jardin des plantes de Paris, est ouvert en 1933, grâce à l'apport d'animaux provenant notamment du zoo de Vincennes.
Avec l'Après-guerre commence pour l'institution une longue phase d'inertie et de décadence. Le musée ferme ses portes au public en décembre 1985. Puis, c'est le tour du zoo, fermé définitivement en février 1987.
Les travaux de rénovation débutent en 1988 et le muséum ouvre de nouveau en septembre 1989. Il fait ainsi partie de la première vague de rénovations concernant des musées de sciences naturelles en France. Un nouveau bâtiment vient augmenter considérablement la surface d'exposition.
En 1994, un bâtiment de réserves s'ajoute encore à la structure et, en 2001, une extension consacrée plus spécifiquement à l'Homme.

## Collections
Le travail sur les collections est toujours en cours. Une partie des collections est versée sur le GBIF ici, au fur et à mesure de leur inventaire.
Les acquisitions récentes sont, pour l'essentiel, des dons de particuliers et des préparations. Les taxidermies sont sous-traitées mais les préparations plus "légères" (mise en herbier, étalage des insectes, dégagement des fossiles, mise en peau des oiseaux et préparations ostéologiques) sont réalisées sur place.

### Par discipline
- Botanique (30000 planches d'herbier)
  - Hippolyte François Jaubert (1798-1874), herbier Saul et Jaubert, en ligne
  - Casimir Saul (1801-1850)
  - Albert Des Méloizes (1839-1910)
  - Antoine Le Grand (1839-1905), herbier du musée de Bourges, en ligne
- Mammalogie
  - Guy René Babault
- Ornithologie (6000 montages, 2000 œufs environ)
  - Albert Maës (1845-1914), reste 5500 oiseaux, en ligne sur 7500.
  - Gilles Becquet (taxidermiste), collection en ligne.
- Herpétologie
  - Raymond Rollinat (1853-1931)
- Entomologie (70000 insectes environ)
  - Gabriel Foucher (1865-1949)
- Géologie et paléontologie (20000 objets environ)
  - Alexis Delaunay
- Préhistoire
- Astronomie
  - Abbé Moreux (1867-1954)

### Spécimens remarquables

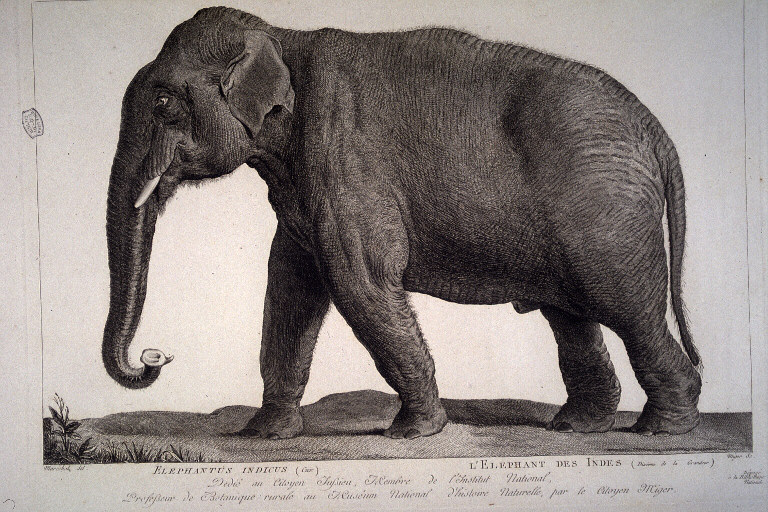
L'éléphant Hans, de son vivant, à la Ménagerie du Jardin des Plantes de Paris. Dessin de Nicolas Maréchal paru dans les Illustrations de la Ménagerie du Muséum national d'histoire naturelle (1808) de Lacépède et Cuvier.

- L'éléphant Hans. Spécimen mâle d'éléphant d'Asie confisqué avec sa femelle, Parkie, au Stathouder Guillaume V d'Orange-Nassau en 1795 par les armées de la République française, il est l'attraction de la Ménagerie du Jardin des plantes de Paris jusqu'à sa mort le 6 février 1802. Sa naturalisation par Louis Dufresne (1752-1832), véritable tour de force pour l'époque, fait l'objet d'un compte rendu dans le Nouveau Dictionnaire d'histoire naturelle (1804). Il s'agit de la plus ancienne naturalisation d'éléphant encore existante en France[3]. Il fait partie en juillet 1931 d’un lot de 28 animaux naturalisés donnés par le Muséum national d’histoire naturelle pour l’inauguration des locaux actuels du muséum de Bourges[4].
- Le Kouprey. Cette espèce, décrite en 1937, quasiment jamais observée ou photographiée dans la nature depuis cette date, considérée par l'UICN comme en danger critique d'extinction, est extrêmement rare en collection. Le spécimen du muséum de Bourges, arrivé vivant à la Ménagerie du Jardin des plantes de Paris en 1871 n'a été déterminé qu'en 2003. Il présente toutefois des différences notables avec le kouprey typique. À la suite d'analyses ADN, l'hypothèse a été faite qu'il s'agissait d'un animal issu de la domestication de l'espèce[5]
- La quincyte, variété d'opale rose, qui ne se trouve que dans une aire très localisée autour de Quincy, dans le bassin de Mehun-sur-Yèvre et dont le muséum de Bourges possède une pièce exceptionnelle.

## Expositions permanentes
- A chacun sa place - Ce secteur est une évocation de la biodiversité mondiale. Plus d'une centaine de spécimens d'animaux naturalisés sont regroupés systématiquement ou par milieu de vie.
- L'univers du vivant - Les différences permettant de distinguer tel taxon animal de tel autre sont illustrées à l'aide de spécimens vivants présentés en terrarium ou aquarium.
- Cosmos destination Berry - Après avoir découvert la structure de l'Univers, le visiteur est invité à parcourir l'ensemble de l'échelle des temps géologiques de notre planète, depuis le Précambrien jusqu'à l'époque actuelle. Les paysages berrichons d'aujourd'hui font ensuite l'objet de quatre dioramas.
- Musée de l'Homme - L'histoire évolutive de l'Homo sapiens, la lente évolution technologique depuis les âges préhistoriques qui lui a permis de modifier son environnement, sa physiologie et finalement sa proximité d'avec l'animal sont tour à tour évoqués.

## Fréquentation
| 2003   | 2004   | 2005   | 2006   | 2007   | 2008   | 2009   | 2010   | 2011   | 2012   | 2013   | 2014   | 2015   | 2016   |
| ------ | ------ | ------ | ------ | ------ | ------ | ------ | ------ | ------ | ------ | ------ | ------ | ------ | ------ |
| 28 697 | 29 731 | 30 363 | 29 226 | 27 772 | 37 267 | 29 784 | 26 104 | 28 324 | 32 013 | 31 686 | 35 132 | 30 221 | 34 306 |